# Thief: Deadly Shadows
Thief: Deadly Shadows ist der dritte Teil der Thief-Serie. Anders als die beiden Vorgänger wurde er vom Entwicklerstudio Ion Storm Austin entwickelt. Das Spiel erschien in Deutschland für Windows und Xbox am 11. Juni 2004 im Vertrieb von Eidos Interactive.

## Handlung
Im dritten Teil steht hauptsächlich die Fraktion der Hüter im Mittelpunkt der Handlung. Garrett erhält von Ordensbruder Artemus den Auftrag, ein Artefakt der Hammeriten und eines der Heiden zu stehlen. Im Gegenzug soll er vom Orden Zugang zu den Prophezeiungen erhalten. Garrett erfährt, dass das dunkle Zeitalter bereits seit Langem vorhergesagt wurde. Die Informationen des Ordens legen zudem nahe, dass das sogenannte Kompendium der Schande weitere Informationen zur Prophezeiung bereit halte. Während seiner Nachforschung stellt Garrett weiterhin fest, dass sich ein Verräter in den Reihen des Ordens befinden muss.

## Spielprinzip
Thief: Deadly Shadows kann anders als in den Vorgängern wahlweise aus der Ego- oder Third-Person-Perspektive gespielt werden. Zwischen den Missionen kann der Spieler erstmals die Stadt erkunden, die in mehrere Einzelkarten aufgesplittet ist, und dort bei Händlern einkaufen oder Nebenmissionen annehmen. Als neuer Bewegungsbefehl konnte sich die Hauptfigur Garrett ähnlich wie in Splinter Cell gegen Wände lehnen und etwa ab Mitte des Spielverlaufs (mit gekauften Kletterhandschuhen) sogar glatte Wände erklettern.

## Entwicklungsgeschichte
Thief: Deadly Shadows ist der erste Titel der Thief-Reihe, der nicht mehr von Serienschöpfer Looking Glass Studios entwickelt wurde, nachdem er 2000 aufgrund von finanziellen Problemen aufgelöst wurde. Stattdessen beauftragte Rechteinhaber Eidos das Entwicklerstudio Ion Storm Austin mit der Entwicklung. Projektleiter war Randy Smith. Mit der Xbox-Fassung wurde die Serie auch erstmals auf Spielkonsole veröffentlicht. Technische Grundlage der Arbeiten war wie beim kurz zuvor veröffentlichten Deus Ex: Invisible War die Unreal Engine 2. Anders als die Vorgänger wurde das Spiel nicht für den deutschsprachigen Markt synchronisiert.

## Rezeption
Thief: Deadly Shadows erhielt zumeist positive Wertungen. Dabei schnitt die PC-Fassung durchschnittlich leicht besser ab (Metacritic: 85 von 100 / Gamerankings: 84,21 %) als die Xbox-Fassung (82 / 81,51 %).
Bewertungen in Spielezeitschriften:
- PC Games 07/04: 88 %[5]
- GameStar 03/05: 85 %[6]
- PC PowerPlay 04/05: 93 %
- Computer Bild Spiele (Preis/Leistung): Sehr gut, 95 %